# Nadeschda Stepanowna Woronez
Nadeschda Stepanowna Woronez, geboren Kulschinskaja, (russisch Надежда Степановна Воронец, урожд. Кулжинская; * 1881 in Neschin, Gouvernement Tschernigow; † 1979) war eine russische bzw. sowjetische Geologin und Paläontologin.

## Leben
Nach dem Gymnasiumsabschluss 1902 in St. Petersburg studierte Woronez in St. Petersburg in den Höheren Bestuschew-Kursen für Frauen in der Geologie-Gruppe Franz Loewinson-Lessings der Physikalisch-Mathematischen Fakultät (Abschluss 1914). Sie beherrschte Deutsch, Französisch, Englisch und Italienisch. Mit Loewinson-Lessing reiste sie in den Kaukasus zu einem geologischen Praktikum. In der Sommerexpedition 1910 des Geologischen Komitees auf der Krim arbeitete sie unter der Leitung Konstantin Fochts. Mit ihrem Mann Woronez reiste sie 1910–1911 nach Italien und erkundete den Vesuv. Im Ersten Weltkrieg gab sie 1914–1916 Privatstunden in Petrograd. In der Abteilung für Bodenverbesserung des Landwirtschaftsministeriums befasste sie sich als Bodenkundlerin mit den Böden Westsibiriens.
Nach der Oktoberrevolution leitete Woronez 1918–1919 die wissenschaftliche Bibliothek des Obersten Rats für Volkswirtschaft in Moskau.
Ab 1926 arbeitete Woronez in Leningrad als Geologin-Paläontologin in dem Geologischen Komitee, das 1931 das Zentrale Forschungsinstitut für Geologische Prospektion (ZNIGR) wurde. Sie wechselte 1934 als Oberpaläontologin in das Moskauer Institut für Mineralische Rohstoffe (ab 1935 Allunionsinstitut für Mineralische Rohstoffe (WIMS)). Nach der Beendigung des Arbeitsthemas im WIMS arbeitete sie ab 1937 auf Vertragsbasis in Leningrad.
Nach Beginn des Deutschen Angriffskriegs gegen die Sowjetunion arbeitete Woronez in den Schützengräben, beim Straßenräumen und bei der Luftabwehr des blockierten Leningrads. Ab 1943 erhielt sie eine persönliche Pension.
Ab 1949 war Woronez wissenschaftliche Mitarbeiterin und Arbeitsgruppenleiterin im Forschungsinstitut für Arktis-Geologie (NIIGA) in Leningrad. Sie beschrieb die neue Inoceramen-Gattung Eoinoceramus Voronetz. Nach ihr wurde 1964 der fossile Kopffüßer Cadoceras voronetsae FREBOLD 1964 benannt. Ihre paläontologische Sammlung wird im Museum des ZNIGR aufbewahrt. Sie wurde 1971 Ehrenmitglied der Sowjetischen Paläontologischen Gesellschaft. Zu ihrem 130. Geburtstag 2011 wurde die 47. Tagung der Russischen Paläontologischen Gesellschaft ihrem Werk gewidmet.

## Ehrungen
- Medaille „Für die Verteidigung Leningrads“ (1944)
- Beste im Sozialistischen Wettbewerb
- Anerkennungsurkunde der Hauptverwaltung des Nördlichen Seewegs (1951)